# Corona del Mar High School
La Escuela Secundaria Corona del Mar (Corona del Mar High School, CdM) es una escuela pública ubicada en Newport Beach, California, y pertenece al Distrito Escolar Unificado de Newport-Mesa. Es una combinación de una escuela intermedia (grados 7 y 8) y una escuela secundaria (grados 9-12). La escuela fue fundada en 1962 y tiene una matrícula de aproximadamente 2.100 estudiantes. La escuela cubre un área de poco más de  157.935 metros cuadrados. Según US News, hay 92 profesores de tiempo completo.

## Historia

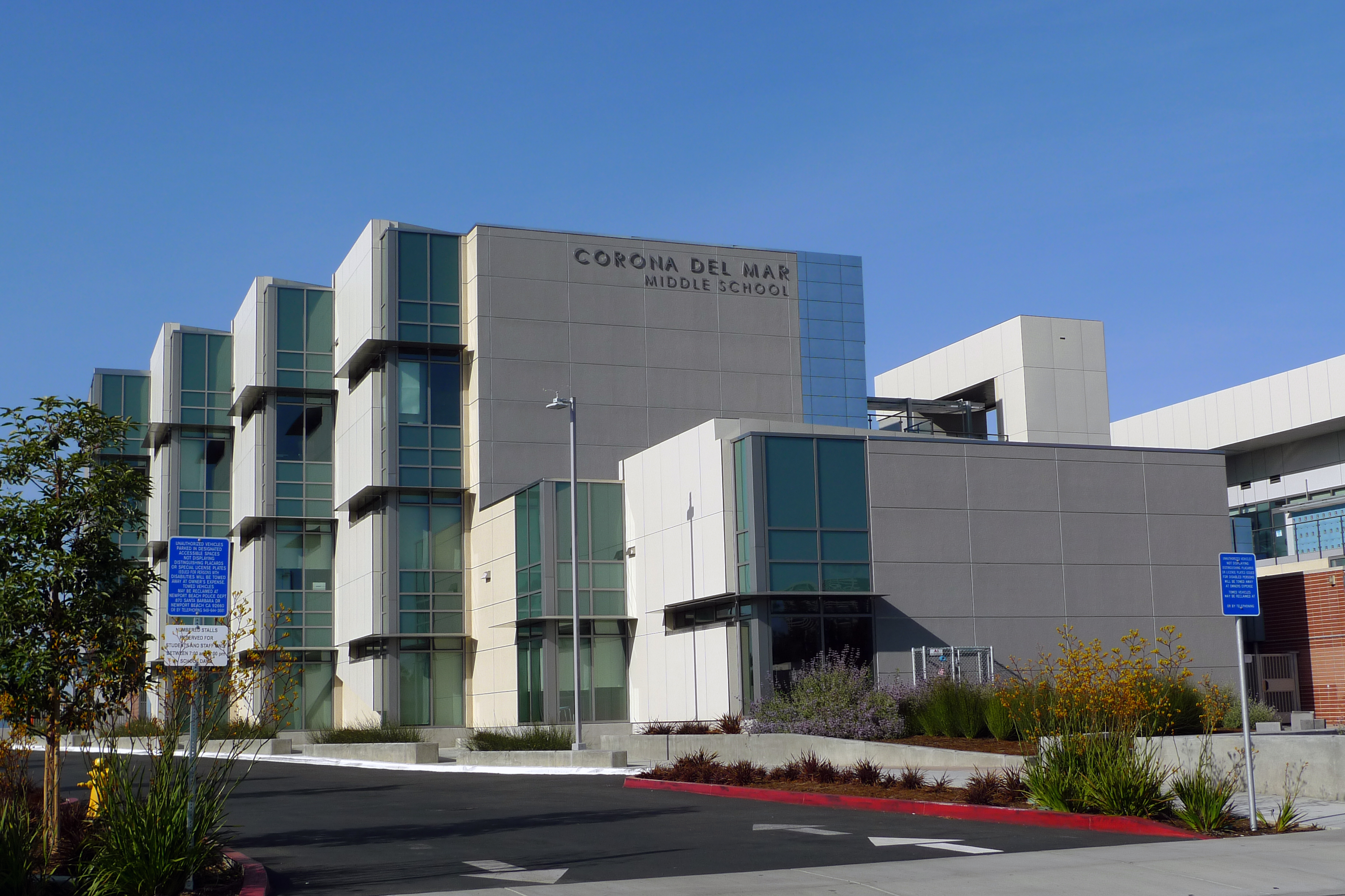
La Escuela Intermedia Corona Del Mar

La escuela fue fundada en 1962. A mediados de la década de 1970, la escuela pasó por un extenso proceso de diseño para desarrollar su centro de medios. En marzo de 2015, un 29 pies cuadrados (269,4 dm²)   se terminó el centro de artes escénicas. El centro costó $16 millones y tiene capacidad para más de 360 personas. El Distrito Escolar Unificado de Newport-Mesa obtuvo la aprobación para la construcción de Enclave, una estructura de 38,000 pies cuadrados que consta de dos edificios (uno de 3 pisos y otro de 2 pisos) conectados por pasajes para estudiantes de 7 y 8 grado.   Se completó en junio de 2014 y costó $ 23,2 millones. La construcción comenzó en junio de 2019 en un proyecto de renovación de $ 14,6 millones para construir una nueva pista y dos campos deportivos dfe césped artificial iluminados, que se completaron en enero de 2021. Las gradas de la pista tienen una capacidad de 664 asientos y el campo trasero tiene gradas portátiles con capacidad para 200 espectadores. Se construyeron cercas de seguridad de 8 pies alrededor del perímetro de la escuela y se completaron en enero de 2021. El proyecto también incluyó una nueva estructura de entrada adyacente a la piscina con un letrero escolar y un tablero LED, terminado en marzo de 2021.

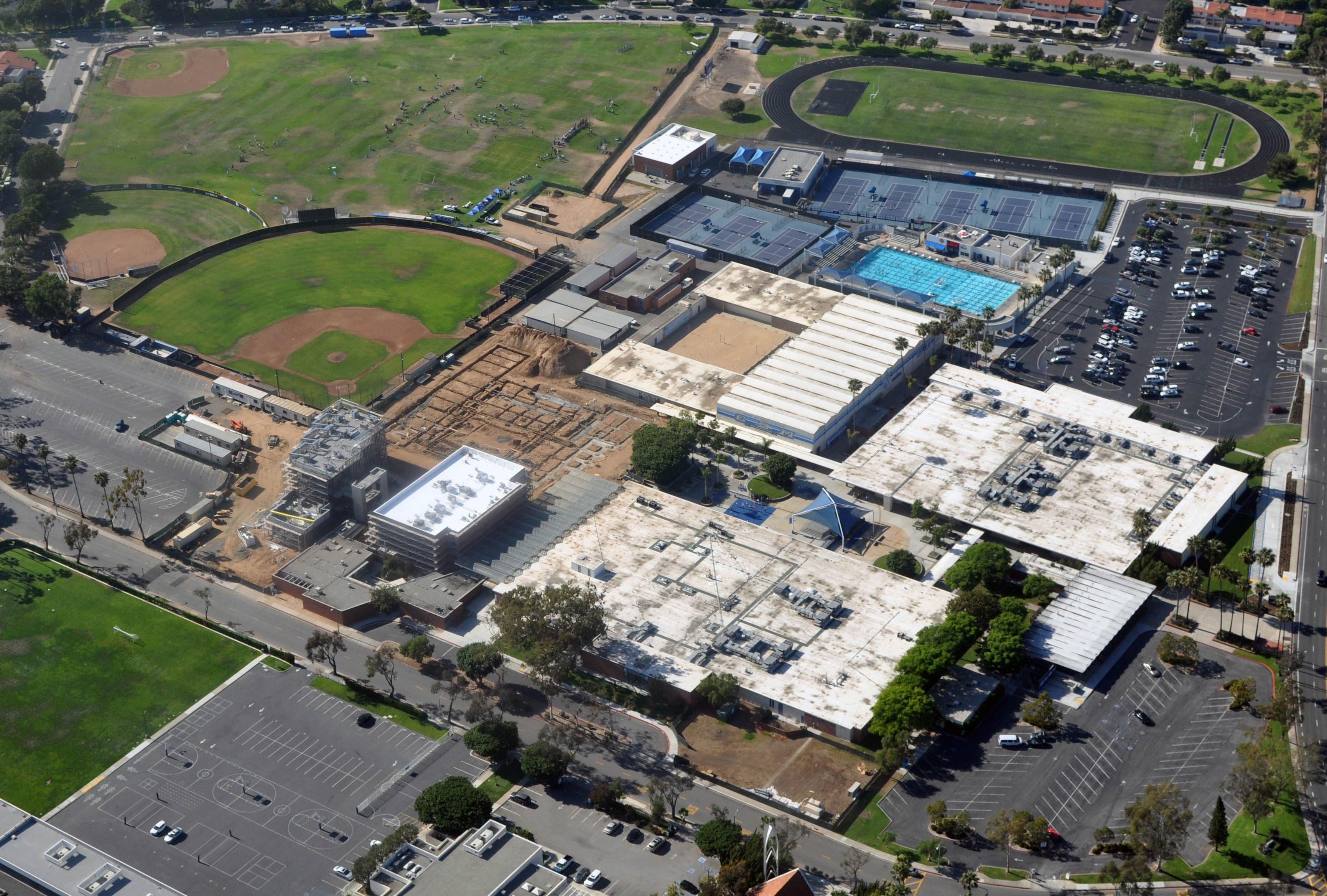
Escuela Secundaria Corona del Mar

## Clasificaciones
La escuela ha sido incluida en múltiples listas nacionales y estatales de "mejores escuelas". En 2011 , US News and World Report la clasificó en el puesto 127 de 21 786 escuelas secundarias en matemáticas y ciencias y Newsweek la incluyó en el puesto 172 de las 500 mejores escuelas secundarias de los Estados Unidos. Obtuvo una medalla de oro de US News and World Report en 2014, con una clasificación nacional de 222 (37 en California). Niche.com clasificó a la escuela en el puesto 144 de 16 801 como las mejores escuelas secundarias públicas de preparación universitaria en Estados Unidos en 2020. US News también otorgó a la escuela una clasificación nacional de 646, 91 en California, 37 en el área metropolitana de Los Ángeles y primero en el distrito escolar de Newport-Mesa.